# Бухуту
Бухуту (Bohutu, Buhulu, Siasiada, Yaleba) — папуасский язык, распространённый в округе Алотау долины реки Сагараи провинции Милн-Бей в Папуа — Новой Гвинее. Большинство носителей бухуту проживают в долине реки Сагараи между естественной гаванью Маллинс-Харбор на южном побережье и в горах Пима к северу от реки Сагараи. Язык бухуту также имеет сходство с языками ойеойе, унубахе, 68 % на суау. Население также использует языки суау, тавала, более чем 50 % говорят на ток-писине, меньше чем 20 % на моту, 75 % имеют квалификацию в 2-3 других языках.

## Письменность
В алфавите бухуту есть 19 букв (Aa, Bb, Dd, Ee, Ff, Gg, Hh, Ii, Kk, Ll, Mm, Nn, Oo, Pp, Ss, Tt, Uu, Ww, Yy), гортанная смычка и 7 диграфов (bw, fw, gw, hw, kw, mw, pw).